# Дрезденський зоологічний музей
Дрезденський зоологічний музей (нім. Staatliches Museum für Tierkunde Dresden) — один з найбільших і старіших природно-історичних музеїв Європи. З 2009 року входить до складу Senckenberg Naturhistorische Sammlungen Dresden (Konigsbrucker Landstr. 159 01109, Дрезден).

## Історія
Своїм корінням природно-історична колекція йде в XVI століття. Тоді перші цікаві знахідки з природи збиралися в Kunstkabinett у місцевого курфюрста. Найстаріші експонати датуються 1587 роком у першому переліку колекції двору Дрезденського замку-резиденції саксонського курфюрста  Августа. Офіційною датою відкриття музею в Дрездені став 1728 рік, коли рішенням короля  Августа Сильного його колекція отримала відповідний будинок, один з найкращих в ті роки.
У 1820—1874 роках директором музею (тоді він називався Königlichen Naturhistorischen Museums і розташовувався в Цвінгері) був знаменитий німецький натураліст Генріх Готліб Людвіг Райхенбах. Зоологічна колекція зібрання була майже повністю знищена при пожежі Цвінгера під час безладів 1848—1849 років, але Райхенбах виявився в змозі відновити її впродовж декількох років. У 1857 році музей знову було відкрито.
У 1874 році директором музею став антрополог і етнограф Адольф Бернхард Маєр і через рік музей був перейменований на Königliches Zoologisches und Anthropologisch-Ethnographisches Museum zu Dresden. Саме Маєр розділив усі об'єкти, що зберігалися, на виставкову колекцію для громадськості і на наукову колекцію для дослідницьких цілей, крім того, він запровадив захищені від пилу і вогнетривкі шафи із сталі для колекцій.

## Відділи
- 1. Хребетні тварини — Vertebrata (Wirbeltiere);
- 2. Комахи — Entomologie (Insektenkunde);
- 3. Різне — Evertebrata varia (Безхребетні тварини за винятком комах);
- 4. Препараторський, що дозволяє працювати з тваринами будь-яких розмірів (включаючи слонів);
- 5. Молекулярно-генетична лабораторія, яка робить аналіз тканин і клітин препаратів, що надходили;
- 6. Бібліотека музею (приблизно 60.000 томів і 60.000 інших одиниць зберігання) — одна з найбільших зоологічних спеціалізованих бібліотек Німеччини і Європи.

## Колекції
У музеї зберігається понад 6 млн зоологічних препаратів, з них хребетні тварини (ссавці, птахи, амфібії, рептилії, риби) представлені більш ніж 231 тис. об'єктами. У колекціях комах міститься багато типових екземплярів. Наприклад, колекція жуків в Дрезденському музеї налічує приблизно 2,5 млн екземплярів і близько 80 тис. видів.. Зокрема, у музеї зберігаються ентомологічні колекції відомого буковинського вченого-природознавця Карла Пенеке.
Серед унікальних експонатів: майже повні скелети стеллерової корови (Hydrodamalis gigas), сумчастого вовка (Thylacinus cynocephalus), мoa (Dinornis), безкрилої гагари (Alca impennis), каролінської папуги (Conuropsis carolinensis), мандруючі голуби (Ectopistes migratorius) і багато інших. Музей зберігає найбільшу колекцію з 30 тис. пташиних яєць німецького орнітолога Вольфганга Макатча, колекцію палеарктичних метеликів ентомолога Отто Штаудінгера.

## Видання
Музеєм публікуються журнали і довідники.
- Arthropod systematics & phylogeny (eISSN 1864-8312, internet, ISSN 1863-7221, print) — науковий журнал з проблем таксономії, морфології, анатомії, філогенії, біогеографії і палеонтології членистоногих, головним чином, комах. Раніше, в 1962—2006 рр. журнал називався Entomologische Abhandlungen (ISSN 0373-8981).[4]
- Vertebrate zoology (колишній Zoologische abhandlungen; 1961-)[5]
- Faunistische abhandlungen (1963-)[6]
- Mollusca (колишній Malakologische abhandlungen; 1964-)[7]

## Ресурси Інтернету
- http://globiz.sachsen.de/snsd/mtd%5Bнедоступне+посилання+з+липня+2019%5D info.htm